# Gorska kuna
Gorska kuna (Gulo gulo) najveća je kopnena vrsta porodice Mustelidae (divovska vidra najveći je pripadnik uopće), i jedina vrsta svrstana u rod Gulo (što znači "proždrljivac, izjelica"). Također ga nazivaju i žderonja ili rosomah. Neki autori navode dvije podvrste: Gulo gulo gulo starog svijeta, i G. g. luscus novog svijeta. Treća podvrsta ograničena na otok Vancouver (G. g. vancouverensis) povremeno biva opisana, iako istraživanja morfologije lubanje predlažu kako je gorska kuna s otoka Vancouver pravilno svrstana u podvrstu G. g. Luscus.

## Fizička obilježja
Anatomski gledano, gorska je kuna zdepasta i mišićava životinja. Krzno je sjajno, smeđe boje s postraničnim prugama tmurno žute boje. Dugo je i gusto te ne zadržava velike količine vode, čineći ju veoma otpornim na hladnoću, koja je česta u njenom staništu (zbog ovih je razloga krzno bilo veoma popularno, posebice za izrađivanje odjeće u arktičkim uvjetima). Odrasla je jedinka veličinom nalik psu srednjeg rasta, te duljina tijela varira od 65 – 87 centimetara, repa od 17 – 26 centimetara, a težina od 10 – 30 kilograma. Mužjaci su 30% veći od ženki. Izgledom, gorska kuna nalikuje manjem medvjedu s dugim repom. Poznata je po otpuštanju veoma snažnog, neugodnog mirisa. Gorska kuna, poput ostalih pripadnika porodice Mustelidae, posjeduje poseban gornji kutnjak u pozadini čeljusti koji je zaokrenut 90 stupnjeva, prema unutrašnjosti usta. Ova posebna karakteristika omogućuje joj trganje mesa s plijena ili strvine koja je zaleđena, kao i lomljenje kostiju, koje gorskoj kuni omogućuje prehranu koštanom srži.

## Ponašanje
Gorska je kuna, poput ostalih članova svoje porodice, veoma snažna za svoju veličinu. Poznata je po ubijanju plijena veličine losa, iako su takve jedinka losa u pravilu oslabljene jedinke tijekom zime. Gorske kune koje obitavaju u starom svijetu aktivniji su lovci od svojih sjevernoameričkih rođaka. Moguć razlog jest rjeđa gustoća populacija grabežljivaca, čineći lov gorskoj kuni praktičnijim izborom od čekanja na prehranjivanje plijenom koju je prethodno ubio neki drugi grabežljivac. Često se hrane strvinom koju ostavljaju vukovi, te stoga promjena u populaciji vukova može utjecati na populaciju gorskih kuna. Gorske se kune ponekad prehranjuju i tvarima biljnog podrijetla.
Oboružane snažnim čeljustima i gustim krznom, gorske će kune braniti svoj ubijeni plijen od većih i brojnijih grabežljivaca. Postoji zabilježen slučaj o gorskoj kuni koja je pokušala oteti plijen mnogo većem grabežljivcu – crnom medvjedu. Na nesreću za gorsku kunu, crni je medvjed pobijedio u nadmetanju što je završilo smrtno po gorsku kunu.
Sezona parenja odvija se tijekom ljeta, no usađivanje embrija u maternicu odgađa se do rane zime, odgađajući pritom i njegovo razvijanje. Ženke često neće kotiti mladunčad ako su izvori hrane oskudni. Okoti u pravilu broje dvoje do troje mladunaca koji dolaze na svijet u proljeće. Mladunci se brzo razvijaju, dostižući odraslu dob unutar prve godine života. Raspon života gorske kune jest od pet do (u iznimnim slučajevima) trinaest godina.
Odrasle gorske kune nemaju prirodnog grabežljivca koji ih napada ili se njima hrani, iako mogu doći u sukob (i pritom biti ubijeni) s mnogo većim grabežljivcima zbog teritorija ili hrane. Mladunčad je mnogo ranjivija, te mlade jedinke mogu biti vrebane od strane grabežljivih ptica kao što su orlovi.

## Rasprostranjenost
Gorske kune žive prvenstveno u osamljenim sjevernim predjelima; primjerice, arktički i alpski predjeli Aljaske, sjeverna Kanada, Sibir i Skandinavija. Također su urođene u Rusiji te baltičkim zemljama. Gorska se kuna pronalazi sve do juga Sierra Nevade u Kaliforniji, a nekoliko primjeraka obitava u Stjenjaku unutar Sjedinjenih Američkih Država.
Ukupna svjetska populacija gorske kune nepoznata je. Ova životinja pokazuje nisku populacijsku gustoću i potrebu za velikim staništem. Raspon mužjakovog teritorija može biti veći od 620 kvadratnih kilometara koji obuhvaća i raspon nekoliko ženki (s manjim rasponom teritorija od 130 – 260 kvadratnih kilometara). Odrasle jedinke pokušavaju izbjegavati preklapanja teritorija s drugim odraslim jedinkama jednakog spola. 
Ova potreba gorske kune za velikim staništem i teritorijem dovodi ju do sukoba s ljudima, dok lov i zamke nadalje smanjuju njihov broj, uzrokujući njihov nestanak iz većeg dijela njihovog prijašnjeg staništa; pokušaji proglašavanja gorske kune kao ugrožene vrste susreli su se s malo uspjeha.

## Drugi projekti
|  | Zajednički poslužitelj ima stranicu o temi gorska kuna |
|  | Wikivrste imaju podatke o taksonu gorskoj kuni         |